# Жолт Шем'єн

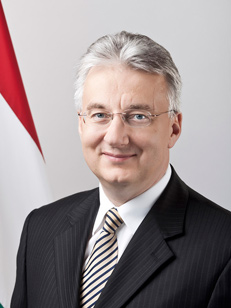
Жолт Шем'єн

Жолт Шем'єн (угор. Semjén Zsolt; нар. 8 серпня 1962, Будапешт) — угорський політичний і державний діяч, віце-прем'єр-міністр Угорщини (з 2010 року), лідер Християнсько-демократичної народної партії (з 2003 року).

## Біографія
У першій половині 1980-х років працював у ряді індустріальних компаній. У 1992 році отримав у Католицькому університеті Петера Пазманя ступінь бакалавра з соціології. Потім продовжив навчання в Будапештському університеті. У другій половині 1990-х років захистив докторську дисертацію з теології, працював професором в університеті.
У 1989 році виступив одним із засновників Християнсько-демократичної народної партії. Був членом виконавчого комітету Парламенту Угорщини. У 1994 році став депутатом парламенту. У 1997 році зайняв пост віце-голови Християнсько-демократичної народної партії, але незабаром залишив її ряди і вступив в Угорський демократичний форум. У 1998 році став міністром у справах церкви в уряді Віктора Орбана. У 2002 році переобраний в парламент за списками Фідес. Вже наступного року повернувся до лав Християнсько-демократичної народної партії і був обраний її головою. У 2006 і 2010 року переобирався в парламент. У 2010 році обійняв посаду віце-прем'єр-міністра в уряді Віктора Орбана.
У 2011 році разом з дружиною представляв Угорщину на похоронах Отто фон Габсбурга.